# Eletti alla Camera dei deputati nelle elezioni politiche italiane del 2018
Questo elenco riporta i nomi dei deputati della XVIII legislatura della Repubblica Italiana dopo le elezioni politiche del 2018, suddivisi per circoscrizione.

## Deputati

### Italia

#### Eletti tramite sistema maggioritario
| Circoscrizione        | Collegio plurinominale | Collegio uninominale                            | Lista/Coalizione   | Eletto                        | Note |
| --------------------- | ---------------------- | ----------------------------------------------- | ------------------ | ----------------------------- | ---- |
| Piemonte 1            | Piemonte 1 - 01        | Piemonte 1 - 01 - Torino 1                      | Centrosinistra     | Andrea Giorgis                |      |
| Piemonte 1            | Piemonte 1 - 01        | Piemonte 1 - 02 - Torino 2                      | Centrodestra       | Roberto Rosso                 |      |
| Piemonte 1            | Piemonte 1 - 01        | Piemonte 1 - 03 - Torino 3                      | Centrodestra       | Augusta Montaruli             |      |
| Piemonte 1            | Piemonte 1 - 01        | Piemonte 1 - 04 - Torino 4                      | Centrosinistra     | Stefano Lepri                 |      |
| Piemonte 1            | Piemonte 1 - 01        | Piemonte 1 - 06 - Collegno                      | Movimento 5 Stelle | Celeste D'Arrando             |      |
| Piemonte 1            | Piemonte 1 - 02        | Piemonte 1 - 05 - Ivrea                         | Centrodestra       | Alessandro Manuel Benvenuto   |      |
| Piemonte 1            | Piemonte 1 - 02        | Piemonte 1 - 07 - Settimo Torinese              | Centrodestra       | Carluccio Giacometto          |      |
| Piemonte 1            | Piemonte 1 - 02        | Piemonte 1 - 08 - Moncalieri                    | Centrodestra       | Claudia Porchietto            |      |
| Piemonte 1            | Piemonte 1 - 02        | Piemonte 1 - 09 - Pinerolo                      | Centrodestra       | Daniela Ruffino               |      |
| Piemonte 2            | Piemonte 2 - 01        | Piemonte 2 - 05 - Alessandria                   | Centrodestra       | Riccardo Molinari             |      |
| Piemonte 2            | Piemonte 2 - 01        | Piemonte 2 - 06 - Asti                          | Centrodestra       | Andrea Giaccone               |      |
| Piemonte 2            | Piemonte 2 - 01        | Piemonte 2 - 07 - Cuneo                         | Centrodestra       | Flavio Gastaldi               |      |
| Piemonte 2            | Piemonte 2 - 01        | Piemonte 2 - 08 - Alba                          | Centrodestra       | Enrico Costa                  |      |
| Piemonte 2            | Piemonte 2 - 02        | Piemonte 2 - 01 - Verbania                      | Centrodestra       | Mirella Cristina              |      |
| Piemonte 2            | Piemonte 2 - 02        | Piemonte 2 - 02 - Novara                        | Centrodestra       | Alberto Gusmeroli             |      |
| Piemonte 2            | Piemonte 2 - 02        | Piemonte 2 - 03 - Biella                        | Centrodestra       | Andrea Delmastro Delle Vedove |      |
| Piemonte 2            | Piemonte 2 - 02        | Piemonte 2 - 04 - Vercelli                      | Centrodestra       | Paolo Tiramani                |      |
| Lombardia 1           | Lombardia 1 - 01       | Lombardia 1 - 04 - Seregno                      | Centrodestra       | Paola Frassinetti             |      |
| Lombardia 1           | Lombardia 1 - 01       | Lombardia 1 - 05 - Monza                        | Centrodestra       | Andrea Mandelli               |      |
| Lombardia 1           | Lombardia 1 - 01       | Lombardia 1 - 06 - Gorgonzola                   | Centrodestra       | Valentina Aprea               |      |
| Lombardia 1           | Lombardia 1 - 02       | Lombardia 1 - 03 - Bollate                      | Centrodestra       | Andrea Crippa                 |      |
| Lombardia 1           | Lombardia 1 - 02       | Lombardia 1 - 07 - Cinisello Balsamo            | Centrodestra       | Jari Colla                    |      |
| Lombardia 1           | Lombardia 1 - 02       | Lombardia 1 - 09 - Milano 2                     | Centrodestra       | Guido Della Frera             |      |
| Lombardia 1           | Lombardia 1 - 02       | Lombardia 1 - 10 - Cologno Monzese              | Centrodestra       | Luca Squeri                   |      |
| Lombardia 1           | Lombardia 1 - 03       | Lombardia 1 - 08 - Milano 1                     | Centrodestra       | Igor Iezzi                    |      |
| Lombardia 1           | Lombardia 1 - 03       | Lombardia 1 - 11 - Milano 3                     | Centrosinistra     | Mattia Mor                    |      |
| Lombardia 1           | Lombardia 1 - 03       | Lombardia 1 - 12 - Milano 4                     | Centrosinistra     | Bruno Tabacci                 |      |
| Lombardia 1           | Lombardia 1 - 03       | Lombardia 1 - 13 - Milano 5                     | Centrosinistra     | Lia Quartapelle               |      |
| Lombardia 1           | Lombardia 1 - 03       | Lombardia 1 - 14 - Milano 6                     | Centrodestra       | Federica Zanella              |      |
| Lombardia 1           | Lombardia 1 - 04       | Lombardia 1 - 01 - Abbiategrasso                | Centrodestra       | Michela Vittoria Brambilla    |      |
| Lombardia 1           | Lombardia 1 - 04       | Lombardia 1 - 02 - Legnano                      | Centrodestra       | Massimo Garavaglia            |      |
| Lombardia 1           | Lombardia 1 - 04       | Lombardia 1 - 15 - Rozzano                      | Centrodestra       | Graziano Musella              |      |
| Lombardia 2           | Lombardia 2 - 01       | Lombardia 2 - 02 - Varese                       | Centrodestra       | Giuseppina Versace            |      |
| Lombardia 2           | Lombardia 2 - 01       | Lombardia 2 - 03 - Gallarate                    | Centrodestra       | Matteo Luigi Bianchi          |      |
| Lombardia 2           | Lombardia 2 - 01       | Lombardia 2 - 04 - Busto Arsizio                | Centrodestra       | Leonardo Tarantino            |      |
| Lombardia 2           | Lombardia 2 - 02       | Lombardia 2 - 01 - Sondrio                      | Centrodestra       | Ugo Parolo                    |      |
| Lombardia 2           | Lombardia 2 - 02       | Lombardia 2 - 05 - Como                         | Centrodestra       | Laura Ravetto                 |      |
| Lombardia 2           | Lombardia 2 - 02       | Lombardia 2 - 06 - Cantù                        | Centrodestra       | Nicola Molteni                |      |
| Lombardia 2           | Lombardia 2 - 02       | Lombardia 2 - 07 - Merate                       | Centrodestra       | Maurizio Enzo Lupi            |      |
| Lombardia 2           | Lombardia 2 - 02       | Lombardia 2 - 08 - Lecco                        | Centrodestra       | Alessio Butti                 |      |
| Lombardia 3           | Lombardia 3 - 01       | Lombardia 3 - 01 - Brescia                      | Centrodestra       | Simona Bordonali              |      |
| Lombardia 3           | Lombardia 3 - 01       | Lombardia 3 - 02 - Lumezzane                    | Centrodestra       | Paolo Formentini              |      |
| Lombardia 3           | Lombardia 3 - 01       | Lombardia 3 - 03 - Desenzano del Garda          | Centrodestra       | Mariastella Gelmini           |      |
| Lombardia 3           | Lombardia 3 - 01       | Lombardia 3 - 04 - Palazzolo sull'Oglio         | Centrodestra       | Alessandro Colucci            |      |
| Lombardia 3           | Lombardia 3 - 02       | Lombardia 3 - 05 - Bergamo                      | Centrodestra       | Stefano Benigni               |      |
| Lombardia 3           | Lombardia 3 - 02       | Lombardia 3 - 06 - Albino                       | Centrodestra       | Daniele Belotti               |      |
| Lombardia 3           | Lombardia 3 - 02       | Lombardia 3 - 07 - Treviglio                    | Centrodestra       | Cristian Invernizzi           |      |
| Lombardia 3           | Lombardia 3 - 02       | Lombardia 3 - 08 - Romano di Lombardia          | Centrodestra       | Alessandro Sorte              |      |
| Lombardia 4           | Lombardia 4 - 01       | Lombardia 4 - 01 - Vigevano                     | Centrodestra       | Elena Lucchini                |      |
| Lombardia 4           | Lombardia 4 - 01       | Lombardia 4 - 02 - Pavia                        | Centrodestra       | Alessandro Cattaneo           |      |
| Lombardia 4           | Lombardia 4 - 01       | Lombardia 4 - 03 - Lodi                         | Centrodestra       | Claudio Pedrazzini            |      |
| Lombardia 4           | Lombardia 4 - 02       | Lombardia 4 - 04 - Cremona                      | Centrodestra       | Silvana Andreina Comaroli     |      |
| Lombardia 4           | Lombardia 4 - 02       | Lombardia 4 - 05 - Suzzara                      | Centrodestra       | Raffaele Volpi                |      |
| Lombardia 4           | Lombardia 4 - 02       | Lombardia 4 - 06 - Mantova                      | Centrodestra       | Andrea Dara                   |      |
| Trentino-Alto Adige   | Trentino-Alto Adige    | Trentino-Alto Adige - 01 - Bolzano              | Centrosinistra     | Maria Elena Boschi            |      |
| Trentino-Alto Adige   | Trentino-Alto Adige    | Trentino-Alto Adige - 02 - Merano               | SVP-PATT           | Albrecht Plangger             |      |
| Trentino-Alto Adige   | Trentino-Alto Adige    | Trentino-Alto Adige - 03 - Bressanone           | SVP-PATT           | Renate Gebhard                |      |
| Trentino-Alto Adige   | Trentino-Alto Adige    | Trentino-Alto Adige - 04 - Trento               | Centrodestra       | Giulia Zanotelli              |      |
| Trentino-Alto Adige   | Trentino-Alto Adige    | Trentino-Alto Adige - 05 - Rovereto             | Centrodestra       | Vanessa Cattoi                |      |
| Trentino-Alto Adige   | Trentino-Alto Adige    | Trentino-Alto Adige - 06 - Pergine Valsugana    | Centrodestra       | Maurizio Fugatti              |      |
| Veneto 1              | Veneto 1 - 01          | Veneto 1 - 01 - Venezia                         | Centrodestra       | Giorgia Andreuzza             |      |
| Veneto 1              | Veneto 1 - 01          | Veneto 1 - 02 - San Donà di Piave               | Centrodestra       | Renato Brunetta               |      |
| Veneto 1              | Veneto 1 - 01          | Veneto 1 - 03 - Chioggia                        | Centrodestra       | Ketty Fogliani                |      |
| Veneto 1              | Veneto 1 - 01          | Veneto 1 - 04 - Castelfranco Veneto             | Centrodestra       | Dimitri Coin                  |      |
| Veneto 1              | Veneto 1 - 02          | Veneto 1 - 05 - Montebelluna                    | Centrodestra       | Ingrid Bisa                   |      |
| Veneto 1              | Veneto 1 - 02          | Veneto 1 - 06 - Conegliano                      | Centrodestra       | Marica Fantuz                 |      |
| Veneto 1              | Veneto 1 - 02          | Veneto 1 - 07 - Belluno                         | Centrodestra       | Mirco Badole                  |      |
| Veneto 1              | Veneto 1 - 02          | Veneto 1 - 08 - Treviso                         | Centrodestra       | Raffaele Baratto              |      |
| Veneto 2              | Veneto 2 - 01          | Veneto 2 - 02 - Padova                          | Centrodestra       | Arianna Lazzarini             |      |
| Veneto 2              | Veneto 2 - 01          | Veneto 2 - 03 - Vigonza                         | Centrodestra       | Alberto Stefani               |      |
| Veneto 2              | Veneto 2 - 01          | Veneto 2 - 04 - Abano Terme                     | Centrodestra       | Lorena Milanato               |      |
| Veneto 2              | Veneto 2 - 02          | Veneto 2 - 05 - Vicenza                         | Centrodestra       | Pierantonio Zanettin          |      |
| Veneto 2              | Veneto 2 - 02          | Veneto 2 - 06 - Bassano del Grappa              | Centrodestra       | Germano Racchella             |      |
| Veneto 2              | Veneto 2 - 02          | Veneto 2 - 07- Schio                            | Centrodestra       | Maria Cristina Caretta        |      |
| Veneto 2              | Veneto 2 - 03          | Veneto 2 - 01 - Rovigo                          | Centrodestra       | Antonietta Giacometti         |      |
| Veneto 2              | Veneto 2 - 03          | Veneto 2 - 08 - San Bonifacio                   | Centrodestra       | Paolo Paternoster             |      |
| Veneto 2              | Veneto 2 - 03          | Veneto 2 - 09 - Verona                          | Centrodestra       | Vito Comencini                |      |
| Veneto 2              | Veneto 2 - 03          | Veneto 2 - 10 - Legnago                         | Centrodestra       | Piergiorgio Cortelazzo        |      |
| Veneto 2              | Veneto 2 - 03          | Veneto 2 - 11 - Villafranca di Verona           | Centrodestra       | Davide Bendinelli             |      |
| Friuli-Venezia Giulia | Friuli-Venezia Giulia  | Friuli-Venezia Giulia - 01 - Trieste            | Centrodestra       | Renzo Tondo                   |      |
| Friuli-Venezia Giulia | Friuli-Venezia Giulia  | Friuli-Venezia Giulia - 02 - Gorizia            | Centrodestra       | Guido Germano Pettarin        |      |
| Friuli-Venezia Giulia | Friuli-Venezia Giulia  | Friuli-Venezia Giulia - 03 - Udine              | Centrodestra       | Daniele Moschioni             |      |
| Friuli-Venezia Giulia | Friuli-Venezia Giulia  | Friuli-Venezia Giulia - 04 - Codroipo           | Centrodestra       | Sandra Savino                 |      |
| Friuli-Venezia Giulia | Friuli-Venezia Giulia  | Friuli-Venezia Giulia - 05 - Pordenone          | Centrodestra       | Vannia Gava                   |      |
| Liguria               | Liguria - 01           | Liguria - 01 - Sanremo                          | Centrodestra       | Giorgio Mulè                  |      |
| Liguria               | Liguria - 01           | Liguria - 02 - Savona                           | Centrodestra       | Sara Foscolo                  |      |
| Liguria               | Liguria - 01           | Liguria - 03 - Genova 1                         | Movimento 5 Stelle | Roberto Traversi              |      |
| Liguria               | Liguria - 02           | Liguria - 04 - Genova 2                         | Movimento 5 Stelle | Marco Rizzone                 |      |
| Liguria               | Liguria - 02           | Liguria - 05 - Genova 3                         | Centrodestra       | Roberto Bagnasco              |      |
| Liguria               | Liguria - 02           | Liguria - 06 - La Spezia                        | Centrodestra       | Manuela Gagliardi             |      |
| Emilia-Romagna        | Emilia-Romagna - 01    | Emilia-Romagna - 02 - Cesena                    | Centrodestra       | Simona Vietina                |      |
| Emilia-Romagna        | Emilia-Romagna - 01    | Emilia-Romagna - 03 - Ravenna                   | Centrosinistra     | Alberto Pagani                |      |
| Emilia-Romagna        | Emilia-Romagna - 01    | Emilia-Romagna - 15 - Rimini                    | Centrodestra       | Elena Raffaelli               |      |
| Emilia-Romagna        | Emilia-Romagna - 01    | Emilia-Romagna - 16 - Forlì                     | Centrosinistra     | Marco Di Maio                 |      |
| Emilia-Romagna        | Emilia-Romagna - 02    | Emilia-Romagna - 04 - Ferrara                   | Centrodestra       | Maura Tomasi                  |      |
| Emilia-Romagna        | Emilia-Romagna - 02    | Emilia-Romagna - 08 - Cento                     | Centrodestra       | Emanuele Cestari              |      |
| Emilia-Romagna        | Emilia-Romagna - 02    | Emilia-Romagna - 09 - Modena                    | Centrosinistra     | Beatrice Lorenzin             |      |
| Emilia-Romagna        | Emilia-Romagna - 02    | Emilia-Romagna - 10 - Sassuolo                  | Centrodestra       | Benedetta Fiorini             |      |
| Emilia-Romagna        | Emilia-Romagna - 03    | Emilia-Romagna - 01 - Imola                     | Centrosinistra     | Serse Soverini                |      |
| Emilia-Romagna        | Emilia-Romagna - 03    | Emilia-Romagna - 05 - San Giovanni in Persiceto | Centrosinistra     | Francesco Critelli            |      |
| Emilia-Romagna        | Emilia-Romagna - 03    | Emilia-Romagna - 06 - Bologna 1                 | Centrosinistra     | Andrea De Maria               |      |
| Emilia-Romagna        | Emilia-Romagna - 03    | Emilia-Romagna - 07 - Bologna 2                 | Centrosinistra     | Gianluca Benamati             |      |
| Emilia-Romagna        | Emilia-Romagna - 04    | Emilia-Romagna - 11 - Scandiano                 | Centrosinistra     | Antonella Incerti             |      |
| Emilia-Romagna        | Emilia-Romagna - 04    | Emilia-Romagna - 12 - Parma                     | Centrodestra       | Laura Cavandoli               |      |
| Emilia-Romagna        | Emilia-Romagna - 04    | Emilia-Romagna - 13 - Fidenza                   | Centrodestra       | Giovanni Tombolato            |      |
| Emilia-Romagna        | Emilia-Romagna - 04    | Emilia-Romagna - 14 - Piacenza                  | Centrodestra       | Tommaso Foti                  |      |
| Emilia-Romagna        | Emilia-Romagna - 04    | Emilia-Romagna - 17 - Reggio nell'Emilia        | Centrosinistra     | Graziano Delrio               |      |
| Toscana               | Toscana - 01           | Toscana - 05 - Prato                            | Centrodestra       | Giorgio Silli                 |      |
| Toscana               | Toscana - 01           | Toscana - 06 - Pistoia                          | Centrodestra       | Maurizio Carrara              |      |
| Toscana               | Toscana - 01           | Toscana - 08 - Massa                            | Centrodestra       | Deborah Bergamini             |      |
| Toscana               | Toscana - 01           | Toscana - 09 - Lucca                            | Centrodestra       | Riccardo Zucconi              |      |
| Toscana               | Toscana - 02           | Toscana - 10 - Pisa                             | Centrodestra       | Edoardo Ziello                |      |
| Toscana               | Toscana - 02           | Toscana - 11 - Poggibonsi                       | Centrosinistra     | Susanna Cenni                 |      |
| Toscana               | Toscana - 02           | Toscana - 13 - Livorno                          | Centrosinistra     | Andrea Romano                 |      |
| Toscana               | Toscana - 03           | Toscana - 01 - Firenze 1                        | Centrosinistra     | Gabriele Toccafondi           |      |
| Toscana               | Toscana - 03           | Toscana - 02 - Firenze 2                        | Centrosinistra     | Rosa Maria Di Giorgi          |      |
| Toscana               | Toscana - 03           | Toscana - 03 - Sesto Fiorentino                 | Centrosinistra     | Roberto Giachetti             |      |
| Toscana               | Toscana - 03           | Toscana - 04 - Empoli                           | Centrosinistra     | Luca Lotti                    |      |
| Toscana               | Toscana - 04           | Toscana - 07 - Arezzo                           | Centrodestra       | Felice Maurizio D'Ettore      |      |
| Toscana               | Toscana - 04           | Toscana - 12 - Siena                            | Centrosinistra     | Pietro Carlo Padoan           |      |
| Toscana               | Toscana - 04           | Toscana - 14 - Grosseto                         | Centrodestra       | Mario Lolini                  |      |
| Umbria                | Umbria                 | Umbria - 01 - Perugia                           | Centrodestra       | Emanuele Prisco               |      |
| Umbria                | Umbria                 | Umbria - 02 - Foligno                           | Centrodestra       | Riccardo Augusto Marchetti    |      |
| Umbria                | Umbria                 | Umbria - 03 - Terni                             | Centrodestra       | Raffaele Nevi                 |      |
| Marche                | Marche - 01            | Marche - 01 - Ascoli Piceno                     | Movimento 5 Stelle | Roberto Cataldi               |      |
| Marche                | Marche - 01            | Marche - 02 - Civitanova Marche                 | Movimento 5 Stelle | Mirella Emiliozzi             |      |
| Marche                | Marche - 01            | Marche - 03 - Macerata                          | Centrodestra       | Tullio Patassini              |      |
| Marche                | Marche - 02            | Marche - 04 - Ancona                            | Movimento 5 Stelle | Patrizia Terzoni              |      |
| Marche                | Marche - 02            | Marche - 05 - Fano                              | Movimento 5 Stelle | Maurizio Cattoi               |      |
| Marche                | Marche - 02            | Marche - 06 - Pesaro                            | Movimento 5 Stelle | Andrea Cecconi                |      |
| Lazio 1               | Lazio 1 - 01           | Lazio 1 - 01 - Roma 01                          | Centrosinistra     | Paolo Gentiloni               |      |
| Lazio 1               | Lazio 1 - 01           | Lazio 1 - 02 - Roma 02                          | Centrosinistra     | Maria Anna Madia              |      |
| Lazio 1               | Lazio 1 - 01           | Lazio 1 - 03 - Roma 03                          | Centrodestra       | Annagrazia Calabria           |      |
| Lazio 1               | Lazio 1 - 01           | Lazio 1 - 04 - Roma 04                          | Movimento 5 Stelle | Massimiliano De Toma          |      |
| Lazio 1               | Lazio 1 - 01           | Lazio 1 - 05 - Roma 05                          | Movimento 5 Stelle | Lorenzo Fioramonti            |      |
| Lazio 1               | Lazio 1 - 02           | Lazio 1 - 06 - Roma 06                          | Movimento 5 Stelle | Felice Mariani                |      |
| Lazio 1               | Lazio 1 - 02           | Lazio 1 - 08 - Roma 08                          | Centrosinistra     | Patrizia Prestipino           |      |
| Lazio 1               | Lazio 1 - 02           | Lazio 1 - 09 - Roma 09                          | Movimento 5 Stelle | Emilio Carelli                |      |
| Lazio 1               | Lazio 1 - 02           | Lazio 1 - 10 - Roma 10                          | Centrosinistra     | Riccardo Magi                 |      |
| Lazio 1               | Lazio 1 - 02           | Lazio 1 - 11 - Roma 11                          | Movimento 5 Stelle | Emanuela Del Re               |      |
| Lazio 1               | Lazio 1 - 03           | Lazio 1 - 07 - Roma 07                          | Movimento 5 Stelle | Marco Bella                   |      |
| Lazio 1               | Lazio 1 - 03           | Lazio 1 - 12 - Guidonia Montecelio              | Movimento 5 Stelle | Sebastiano Cubeddu            |      |
| Lazio 1               | Lazio 1 - 03           | Lazio 1 - 13 - Velletri                         | Centrodestra       | Marco Silvestroni             |      |
| Lazio 1               | Lazio 1 - 03           | Lazio 1 - 14 - Marino                           | Centrodestra       | Maria Spena                   |      |
| Lazio 2               | Lazio 2 - 01           | Lazio 2 - 01 - Viterbo                          | Centrodestra       | Mauro Rotelli                 |      |
| Lazio 2               | Lazio 2 - 01           | Lazio 2 - 02 - Civitavecchia                    | Centrodestra       | Alessandro Battilocchio       |      |
| Lazio 2               | Lazio 2 - 01           | Lazio 2 - 03 - Rieti                            | Centrodestra       | Paolo Trancassini             |      |
| Lazio 2               | Lazio 2 - 02           | Lazio 2 - 04 - Frosinone                        | Centrodestra       | Francesco Zicchieri           |      |
| Lazio 2               | Lazio 2 - 02           | Lazio 2 - 05 - Cassino                          | Movimento 5 Stelle | Ilaria Fontana                |      |
| Lazio 2               | Lazio 2 - 02           | Lazio 2 - 06 - Terracina                        | Centrodestra       | Paolo Barelli                 |      |
| Lazio 2               | Lazio 2 - 02           | Lazio 2 - 07 - Latina                           | Centrodestra       | Giorgia Meloni                |      |
| Abruzzo               | Abruzzo - 01           | Abruzzo - 03 - Pescara                          | Movimento 5 Stelle | Andrea Colletti               |      |
| Abruzzo               | Abruzzo - 01           | Abruzzo - 04 - Chieti                           | Movimento 5 Stelle | Daniele Del Grosso            |      |
| Abruzzo               | Abruzzo - 01           | Abruzzo - 05 - Vasto                            | Movimento 5 Stelle | Carmela Grippa                |      |
| Abruzzo               | Abruzzo - 02           | Abruzzo - 01 - L'Aquila                         | Centrodestra       | Antonio Martino               |      |
| Abruzzo               | Abruzzo - 02           | Abruzzo - 02 - Teramo                           | Movimento 5 Stelle | Antonio Zennaro               |      |
| Molise                | Molise                 | Molise - 01 - Isernia                           | Movimento 5 Stelle | Rosa Alba Testamento          |      |
| Molise                | Molise                 | Molise - 02 - Campobasso                        | Movimento 5 Stelle | Antonio Federico              |      |
| Campania 1            | Campania 1 - 01        | Campania 1 - 01 - Giugliano in Campania         | Movimento 5 Stelle | Salvatore Micillo             |      |
| Campania 1            | Campania 1 - 01        | Campania 1 - 03 - Acerra                        | Movimento 5 Stelle | Luigi Di Maio                 |      |
| Campania 1            | Campania 1 - 01        | Campania 1 - 04 - Casoria                       | Movimento 5 Stelle | Vincenzo Spadafora            |      |
| Campania 1            | Campania 1 - 01        | Campania 1 - 09 - Pozzuoli                      | Movimento 5 Stelle | Andrea Caso                   |      |
| Campania 1            | Campania 1 - 02        | Campania 1 - 05 - Napoli 1                      | Movimento 5 Stelle | Doriana Sarli                 |      |
| Campania 1            | Campania 1 - 02        | Campania 1 - 06 - Napoli 2                      | Movimento 5 Stelle | Rina De Lorenzo               |      |
| Campania 1            | Campania 1 - 02        | Campania 1 - 07 - Napoli 3                      | Movimento 5 Stelle | Raffaele Bruno                |      |
| Campania 1            | Campania 1 - 02        | Campania 1 - 08 - Napoli 4                      | Movimento 5 Stelle | Roberto Fico                  |      |
| Campania 1            | Campania 1 - 03        | Campania 1 - 02 - Nola                          | Movimento 5 Stelle | Silvana Nappi                 |      |
| Campania 1            | Campania 1 - 03        | Campania 1 - 10 - Portici                       | Movimento 5 Stelle | Gianfranco Di Sarno           |      |
| Campania 1            | Campania 1 - 03        | Campania 1 - 11 - Torre del Greco               | Movimento 5 Stelle | Luigi Gallo                   |      |
| Campania 1            | Campania 1 - 03        | Campania 1 - 12 - Castellammare di Stabia       | Movimento 5 Stelle | Catello Vitiello              |      |
| Campania 2            | Campania 2 - 01        | Campania 2 - 01 - Benevento                     | Movimento 5 Stelle | Angela Ianaro                 |      |
| Campania 2            | Campania 2 - 01        | Campania 2 - 02 - Ariano Irpino                 | Movimento 5 Stelle | Generoso Maraia               |      |
| Campania 2            | Campania 2 - 01        | Campania 2 - 06 - Avellino                      | Movimento 5 Stelle | Michele Gubitosa              |      |
| Campania 2            | Campania 2 - 02        | Campania 2 - 03 - Caserta                       | Movimento 5 Stelle | Antonio Del Monaco            |      |
| Campania 2            | Campania 2 - 02        | Campania 2 - 04 - Santa Maria Capua Vetere      | Movimento 5 Stelle | Giuseppe Buompane             |      |
| Campania 2            | Campania 2 - 02        | Campania 2 - 05 - Aversa                        | Movimento 5 Stelle | Nicola Grimaldi               |      |
| Campania 2            | Campania 2 - 03        | Campania 2 - 07 - Scafati                       | Movimento 5 Stelle | Virginia Villani              |      |
| Campania 2            | Campania 2 - 03        | Campania 2 - 08 - Salerno                       | Movimento 5 Stelle | Nicola Provenza               |      |
| Campania 2            | Campania 2 - 03        | Campania 2 - 09 - Battipaglia                   | Movimento 5 Stelle | Nicola Acunzo                 |      |
| Campania 2            | Campania 2 - 03        | Campania 2 - 10 - Agropoli                      | Centrodestra       | Marzia Ferraioli              |      |
| Puglia                | Puglia - 01            | Puglia - 01 - Bari 1                            | Movimento 5 Stelle | Paolo Lattanzio               |      |
| Puglia                | Puglia - 01            | Puglia - 02 - Bari 2                            | Movimento 5 Stelle | Francesca Anna Ruggiero       |      |
| Puglia                | Puglia - 01            | Puglia - 03 - Molfetta                          | Movimento 5 Stelle | Francesca Galizia             |      |
| Puglia                | Puglia - 01            | Puglia - 05 - Altamura                          | Movimento 5 Stelle | Nunzio Angiola                |      |
| Puglia                | Puglia - 02            | Puglia - 07 - Lecce                             | Movimento 5 Stelle | Michele Nitti                 |      |
| Puglia                | Puglia - 02            | Puglia - 08 - Nardò                             | Movimento 5 Stelle | Maria Soave Alemanno          |      |
| Puglia                | Puglia - 02            | Puglia - 09 - Casarano                          | Movimento 5 Stelle | Nadia Aprile                  |      |
| Puglia                | Puglia - 02            | Puglia - 12 - Francavilla Fontana               | Movimento 5 Stelle | Giovanni Luca Aresta          |      |
| Puglia                | Puglia - 03            | Puglia - 06 - Monopoli                          | Movimento 5 Stelle | Emanuele Scagliusi            |      |
| Puglia                | Puglia - 03            | Puglia - 10 - Taranto                           | Movimento 5 Stelle | Rosalba De Giorgi             |      |
| Puglia                | Puglia - 03            | Puglia - 11 - Martina Franca                    | Movimento 5 Stelle | Gianpaolo Cassese             |      |
| Puglia                | Puglia - 03            | Puglia - 13 - Brindisi                          | Movimento 5 Stelle | Anna Macina                   |      |
| Puglia                | Puglia - 04            | Puglia - 04 - Andria                            | Movimento 5 Stelle | Giuseppe D'Ambrosio           |      |
| Puglia                | Puglia - 04            | Puglia - 14 - San Severo                        | Movimento 5 Stelle | Carla Giuliano                |      |
| Puglia                | Puglia - 04            | Puglia - 15 - Cerignola                         | Movimento 5 Stelle | Antonio Tasso                 |      |
| Puglia                | Puglia - 04            | Puglia - 16 - Foggia                            | Movimento 5 Stelle | Rosa Menga                    |      |
| Basilicata            | Basilicata             | Basilicata - 01 - Potenza                       | Movimento 5 Stelle | Salvatore Caiata              |      |
| Basilicata            | Basilicata             | Basilicata - 02 - Matera                        | Movimento 5 Stelle | Gianluca Rospi                |      |
| Calabria              | Calabria - 01          | Calabria - 01 - Castrovillari                   | Movimento 5 Stelle | Carmelo Massimo Misiti        |      |
| Calabria              | Calabria - 01          | Calabria - 02 - Corigliano Calabro              | Movimento 5 Stelle | Francesco Sapia               |      |
| Calabria              | Calabria - 01          | Calabria - 03 - Cosenza                         | Movimento 5 Stelle | Anna Laura Orrico             |      |
| Calabria              | Calabria - 01          | Calabria - 05 - Crotone                         | Movimento 5 Stelle | Elisabetta Maria Barbuto      |      |
| Calabria              | Calabria - 02          | Calabria - 04 - Catanzaro                       | Movimento 5 Stelle | Giuseppe d'Ippolito           |      |
| Calabria              | Calabria - 02          | Calabria - 06 - Vibo Valentia                   | Centrodestra       | Wanda Ferro                   |      |
| Calabria              | Calabria - 02          | Calabria - 07 - Gioia Tauro                     | Centrodestra       | Francesco Cannizzaro          |      |
| Calabria              | Calabria - 02          | Calabria - 08 - Reggio Calabria                 | Movimento 5 Stelle | Federica Dieni                |      |
| Sicilia 1             | Sicilia 1 - 01         | Sicilia 1 - 01 - Palermo 1                      | Movimento 5 Stelle | Aldo Penna                    |      |
| Sicilia 1             | Sicilia 1 - 01         | Sicilia 1 - 02 - Palermo 2                      | Movimento 5 Stelle | Giorgio Trizzino              |      |
| Sicilia 1             | Sicilia 1 - 01         | Sicilia 1 - 03 - Palermo 3                      | Movimento 5 Stelle | Roberta Alaimo                |      |
| Sicilia 1             | Sicilia 1 - 02         | Sicilia 1 - 05 - Bagheria                       | Movimento 5 Stelle | Vittoria Casa                 |      |
| Sicilia 1             | Sicilia 1 - 02         | Sicilia 1 - 06 - Monreale                       | Movimento 5 Stelle | Giuseppe Chiazzese            |      |
| Sicilia 1             | Sicilia 1 - 02         | Sicilia 1 - 08 - Marsala                        | Movimento 5 Stelle | Piera Aiello                  |      |
| Sicilia 1             | Sicilia 1 - 03         | Sicilia 1 - 04 - Gela                           | Movimento 5 Stelle | Dedalo Pignatone              |      |
| Sicilia 1             | Sicilia 1 - 03         | Sicilia 1 - 07 - Agrigento                      | Movimento 5 Stelle | Michele Sodano                |      |
| Sicilia 1             | Sicilia 1 - 03         | Sicilia 1 - 09 - Mazara del Vallo               | Movimento 5 Stelle | Vita Martinciglio             |      |
| Sicilia 2             | Sicilia 2 - 01         | Sicilia 2 - 01 - Messina                        | Movimento 5 Stelle | Francesco D'Uva               |      |
| Sicilia 2             | Sicilia 2 - 01         | Sicilia 2 - 02 - Barcellona Pozzo di Gotto      | Movimento 5 Stelle | Alessio Villarosa             |      |
| Sicilia 2             | Sicilia 2 - 01         | Sicilia 2 - 03 - Enna                           | Movimento 5 Stelle | Andrea Giarrizzo              |      |
| Sicilia 2             | Sicilia 2 - 02         | Sicilia 2 - 04 - Acireale                       | Movimento 5 Stelle | Giulia Grillo                 |      |
| Sicilia 2             | Sicilia 2 - 02         | Sicilia 2 - 05 - Catania                        | Movimento 5 Stelle | Maria Laura Paxia             |      |
| Sicilia 2             | Sicilia 2 - 02         | Sicilia 2 - 06 - Misterbianco                   | Movimento 5 Stelle | Simona Suriano                |      |
| Sicilia 2             | Sicilia 2 - 03         | Sicilia 2 - 07 - Paternò                        | Movimento 5 Stelle | Eugenio Saitta                |      |
| Sicilia 2             | Sicilia 2 - 03         | Sicilia 2 - 08 - Ragusa                         | Movimento 5 Stelle | Marialucia Lorefice           |      |
| Sicilia 2             | Sicilia 2 - 03         | Sicilia 2 - 09 - Avola                          | Movimento 5 Stelle | Maria Marzana                 |      |
| Sicilia 2             | Sicilia 2 - 03         | Sicilia 2 - 10 - Siracusa                       | Movimento 5 Stelle | Paolo Ficara                  |      |
| Sardegna              | Sardegna - 01          | Sardegna - 01 - Cagliari                        | Movimento 5 Stelle | Andrea Mura                   |      |
| Sardegna              | Sardegna - 01          | Sardegna - 03 - Carbonia                        | Movimento 5 Stelle | Pino Cabras                   |      |
| Sardegna              | Sardegna - 01          | Sardegna - 06 - Oristano                        | Movimento 5 Stelle | Luciano Cadeddu               |      |
| Sardegna              | Sardegna - 02          | Sardegna - 02 - Nuoro                           | Movimento 5 Stelle | Mara Lapia                    |      |
| Sardegna              | Sardegna - 02          | Sardegna - 04 - Sassari                         | Movimento 5 Stelle | Mario Perantoni               |      |
| Sardegna              | Sardegna - 02          | Sardegna - 05 - Olbia                           | Movimento 5 Stelle | Bernardo Marino               |      |

#### Eletti tramite sistema proporzionale
| Circoscrizione        | Collegio plurinominale | Lista                | Eletto                       | Note |
| --------------------- | ---------------------- | -------------------- | ---------------------------- | --- |
| Piemonte 1            | Piemonte 1 - 01        | Movimento 5 Stelle   | Laura Castelli               | |
| Piemonte 1            | Piemonte 1 - 01        | Movimento 5 Stelle   | Davide Serritella            | |
| Piemonte 1            | Piemonte 1 - 01        | PD                   | Silvia Fregolent             | |
| Piemonte 1            | Piemonte 1 - 01        | PD                   | Giacomo Portas               | Subentrato al posto di Pier Carlo Padoan eletto nel Collegio uninominale Toscana - 12 (Siena) |
| Piemonte 1            | Piemonte 1 - 01        | Lega                 | Elena Maccanti               | |
| Piemonte 1            | Piemonte 1 - 01        | Forza Italia         | Paolo Zangrillo              | |
| Piemonte 1            | Piemonte 1 - 01        | Liberi e Uguali      | Nicola Fratoianni            | |
| Piemonte 1            | Piemonte 1 - 02        | Movimento 5 Stelle   | Jessica Costanzo             | |
| Piemonte 1            | Piemonte 1 - 02        | Movimento 5 Stelle   | Luca Carabetta               | |
| Piemonte 1            | Piemonte 1 - 02        | Lega                 | Alessandro Giglio Vigna      | |
| Piemonte 1            | Piemonte 1 - 02        | Lega                 | Gualtiero Caffaratto         | Subentrato al posto di Elena Lucchini eletta nel collegio uninominale Lombardia 4 - 01 (Vigevano) e Elena Maccanti eletta nel Collegio plurinominale Piemonte 1 - 01                                                                                       |
| Piemonte 1            | Piemonte 1 - 02        | PD                   | Davide Gariglio              | |
| Piemonte 1            | Piemonte 1 - 02        | PD                   | Francesca Bonomo             | Subentrata al posto di Lucia Annibali eletta nel Collegio plurinominale Veneto 2 - 01 |
| Piemonte 1            | Piemonte 1 - 02        | Forza Italia         | Roberto Pella                | Subentrato al posto di Claudia Porchietto eletta nel Collegio uninominale Piemonte 1 - 08 (Moncalieri) |
| Piemonte 2            | Piemonte 2 - 01        | Fratelli d'Italia    | Guido Crosetto               | eletto in più collegi |
| Piemonte 2            | Piemonte 2 - 01        | Lega                 | Lino Pettazzi                | Subentrato al posto di Riccardo Molinari eletto nel Collegio uninominale Piemonte 2 - 05 (Alessandria) |
| Piemonte 2            | Piemonte 2 - 01        | Lega                 | Rossana Boldi                | Subentrata al posto di Elena Lucchini eletta nel Collegio uninominale Lombardia 4 - 01 (Vigevano) |
| Piemonte 2            | Piemonte 2 - 01        | Forza Italia         | Osvaldo Napoli               | |
| Piemonte 2            | Piemonte 2 - 01        | Movimento 5 Stelle   | Fabiana Dadone               | |
| Piemonte 2            | Piemonte 2 - 01        | Movimento 5 Stelle   | Paolo Romano                 | |
| Piemonte 2            | Piemonte 2 - 01        | Liberi e Uguali      | Federico Fornaro             | |
| Piemonte 2            | Piemonte 2 - 01        | PD                   | Chiara Gribaudo              | |
| Piemonte 2            | Piemonte 2 - 01        | PD                   | Alberto Losacco              | |
| Piemonte 2            | Piemonte 2 - 02        | Movimento 5 Stelle   | Davide Crippa                | |
| Piemonte 2            | Piemonte 2 - 02        | Movimento 5 Stelle   | Lucia Azzolina               | seggio vacante della regione Campania assegnato d'ufficio dalla Corte di Cassazione nel Piemonte 2 |
| Piemonte 2            | Piemonte 2 - 02        | Forza Italia         | Diego Sozzani                | Subentrato al posto di Daniela Ruffino eletta nel Collegio uninominale Piemonte 1 - 09 (Pinerolo) |
| Piemonte 2            | Piemonte 2 - 02        | Lega                 | Marzio Liuni                 | Subentrato al posto di Riccardo Molinari eletto nel Collegio uninominale Piemonte 2 - 05 (Alessandria) |
| Piemonte 2            | Piemonte 2 - 02        | Lega                 | Cristina Patelli             | |
| Piemonte 2            | Piemonte 2 - 02        | PD                   | Enrico Borghi                | Subentrata al posto di Lucia Annibali eletta nel Collegio plurinominale Veneto 2 - 01 |
| Lombardia 1           | Lombardia 1 - 01       | Lega                 | Paolo Grimoldi               | |
| Lombardia 1           | Lombardia 1 - 01       | Lega                 | Massimiliano Capitanio       | Subentrato al posto di Simona Bordonali eletta nel Collegio uninominale Lombardia 3 - 01 (Brescia) |
| Lombardia 1           | Lombardia 1 - 01       | PD                   | Barbara Pollastrini          | |
| Lombardia 1           | Lombardia 1 - 01       | PD                   | Gian Mario Fragomeli         | |
| Lombardia 1           | Lombardia 1 - 01       | Movimento 5 Stelle   | Davide Tripiedi              | |
| Lombardia 1           | Lombardia 1 - 01       | Forza Italia         | Gloria Saccani Jotti         | |
| Lombardia 1           | Lombardia 1 - 02       | Movimento 5 Stelle   | Paola Carinelli              | |
| Lombardia 1           | Lombardia 1 - 02       | Movimento 5 Stelle   | Stefano Buffagni             | |
| Lombardia 1           | Lombardia 1 - 02       | PD                   | Matteo Mauri                 | |
| Lombardia 1           | Lombardia 1 - 02       | PD                   | Gianfranco Librandi          | Subentrato al posto di Barbara Pollastrini, eletta nel Collegio plurinominale Lombardia 1 - 01 |
| Lombardia 1           | Lombardia 1 - 02       | Lega                 | Claudia Maria Terzi          | eletta in più collegi |
| Lombardia 1           | Lombardia 1 - 02       | Forza Italia         | Valentino Valentini          | |
| Lombardia 1           | Lombardia 1 - 03       | PD                   | Emanuele Fiano               | |
| Lombardia 1           | Lombardia 1 - 03       | PD                   | Ivan Scalfarotto             | Subentrato al posto di Lisa Noja, eletta nel collegio plurinominale Lombardia 1 - 04 |
| Lombardia 1           | Lombardia 1 - 03       | Movimento 5 Stelle   | Manlio Di Stefano            | |
| Lombardia 1           | Lombardia 1 - 03       | Lega                 | Alessandro Morelli           | |
| Lombardia 1           | Lombardia 1 - 03       | Forza Italia         | Pasquale Cannatelli          | Subentrato al posto di Mariastella Gelmini eletta nel Collegio uninominale Lombardia 3 - 03 (Desenzano del Garda) |
| Lombardia 1           | Lombardia 1 - 03       | Liberi e Uguali      | Laura Boldrini               | |
| Lombardia 1           | Lombardia 1 - 03       | Fratelli d'Italia    | Carlo Fidanza                | Subentrato al posto di Giorgia Meloni eletta nel Collegio uninominale Lazio 2 - 07 (Latina) |
| Lombardia 1           | Lombardia 1 - 04       | Movimento 5 Stelle   | Riccardo Olgiati             | |
| Lombardia 1           | Lombardia 1 - 04       | Movimento 5 Stelle   | Stefania Mammì               | |
| Lombardia 1           | Lombardia 1 - 04       | Lega                 | Fabrizio Cecchetti           | |
| Lombardia 1           | Lombardia 1 - 04       | Lega                 | Fabio Massimo Boniardi       | Subentrato al posto di Silvana Comaroli eletta nel Collegio uninominale Lombardia 4 - 04 (Cremona) |
| Lombardia 1           | Lombardia 1 - 04       | Forza Italia         | Cristina Rossello            | Subentrato al posto di Michela Vittoria Brambilla eletta nel Collegio uninominale Lombardia 1 - 01 (Abbiategrasso) e di Sestino Giacomoni, eletto nel Collegio plurinominale Lazio 1 - 03                                                                  |
| Lombardia 1           | Lombardia 1 - 04       | PD                   | Lisa Noja                    | |
| Lombardia 2           | Lombardia 2 - 01       | Lega                 | Giancarlo Giorgetti          | |
| Lombardia 2           | Lombardia 2 - 01       | Lega                 | Dario Galli                  | Subentrato al posto di Claudia Maria Terzi eletta nel Collegio plurinominale Lombardia 1 - 02 |
| Lombardia 2           | Lombardia 2 - 01       | Forza Italia         | Carlo Fatuzzo                | Subentrato al posto di Giusy Versace eletta nel Collegio uninominale Lombardia 2 - 02 |
| Lombardia 2           | Lombardia 2 - 01       | Movimento 5 Stelle   | Niccolò Invidia              | |
| Lombardia 2           | Lombardia 2 - 01       | PD                   | Maria Chiara Gadda           | eletta in più collegi |
| Lombardia 2           | Lombardia 2 - 02       | Movimento 5 Stelle   | Fabiola Bologna              | |
| Lombardia 2           | Lombardia 2 - 02       | Movimento 5 Stelle   | Giovanni Currò               | |
| Lombardia 2           | Lombardia 2 - 02       | PD                   | Chiara Braga                 | |
| Lombardia 2           | Lombardia 2 - 02       | PD                   | Mauro Del Barba              | |
| Lombardia 2           | Lombardia 2 - 02       | Lega                 | Eugenio Zoffili              | |
| Lombardia 2           | Lombardia 2 - 02       | Lega                 | Alessandra Locatelli         | |
| Lombardia 2           | Lombardia 2 - 02       | Lega                 | Roberto Paolo Ferrari        | |
| Lombardia 2           | Lombardia 2 - 02       | Forza Italia         | Antonio Palmieri             | Subentrato al posto di Laura Ravetto eletta nel Collegio uninominale Lombardia 2 - 05 |
| Lombardia 2           | Lombardia 2 - 02       | Fratelli d'Italia    | Marco Osnato                 | Subentrato al posto di Paola Frassinetti eletta nel Collegio uninominale Lombardia 1 - 04 (Seregno), Alessio Butti eletto nel Collegio uninominale Lombardia 2 - 08 (Lecco) e Maria Cristina Caretta eletta nel Collegio uninominale Veneto 2 - 07 (Schio) |
| Lombardia 3           | Lombardia 3 - 01       | Lega                 | Giuseppe Cesare Donina       | |
| Lombardia 3           | Lombardia 3 - 01       | Lega                 | Eva Lorenzoni                | Subentrata al posto di Simona Bordonali eletta nel collegio uninominale Lombardia 3 - 01 (Brescia) |
| Lombardia 3           | Lombardia 3 - 01       | Forza Italia         | Andrea Orsini                | Subentrato al posto di Mariastella Gelmini eletta nel collegio uninominale collegio uninominale Lombardia 3 - 03 (Desenzano del Garda) |
| Lombardia 3           | Lombardia 3 - 01       | PD                   | Alfredo Bazoli               | |
| Lombardia 3           | Lombardia 3 - 01       | PD                   | Marina Berlinghieri          | |
| Lombardia 3           | Lombardia 3 - 01       | Movimento 5 Stelle   | Claudio Cominardi            | |
| Lombardia 3           | Lombardia 3 - 02       | Lega                 | Giulio Centemero             | |
| Lombardia 3           | Lombardia 3 - 02       | Lega                 | Rebecca Frassini             | |
| Lombardia 3           | Lombardia 3 - 02       | Lega                 | Alberto Ribolla              | Subentrato a Claudia Maria Terzi, eletta nel Collegio plurinominale Lombardia 1 - 02 |
| Lombardia 3           | Lombardia 3 - 02       | Forza Italia         | Gregorio Fontana             | |
| Lombardia 3           | Lombardia 3 - 02       | Fratelli d'Italia    | Guido Crosetto               | eletto in più collegi |
| Lombardia 3           | Lombardia 3 - 02       | PD                   | Maurizio Martina             | |
| Lombardia 3           | Lombardia 3 - 02       | PD                   | Elena Carnevali              | |
| Lombardia 3           | Lombardia 3 - 02       | Movimento 5 Stelle   | Guia Termini                 | |
| Lombardia 3           | Lombardia 3 - 02       | Movimento 5 Stelle   | Devis Dori                   | |
| Lombardia 4           | Lombardia 4 - 01       | Lega                 | Marco Maggioni               | Subentrato al posto di Elena Lucchini eletta nel Collegio uninominale Lombardia 4 - 01 (Vigevano) e di Silvana Comaroli eletta nel Collegio uninominale Lombardia 4 - 04 (Cremona)                                                                         |
| Lombardia 4           | Lombardia 4 - 01       | Lega                 | Guido Guidesi                | |
| Lombardia 4           | Lombardia 4 - 01       | Forza Italia         | Matteo Perego di Cremnago    | Subentrato al posto di Alessandro Cattaneo eletto nel Collegio uninominale Lombardia 4 - 02 (Pavia) e di Laura Ravetto eletta nel collegio uninominale Lombardia 2 - 05 (Como)                                                                             |
| Lombardia 4           | Lombardia 4 - 01       | Movimento 5 Stelle   | Iolanda Nanni                | |
| Lombardia 4           | Lombardia 4 - 01       | Movimento 5 Stelle   | Cristian Romaniello          | |
| Lombardia 4           | Lombardia 4 - 01       | PD                   | Lorenzo Guerini              | |
| Lombardia 4           | Lombardia 4 - 01       | PD                   | Matteo Colaninno             | Subentrato a Maria Chiara Gadda, eletta nel Collegio plurinominale Lombardia 2 - 01 |
| Lombardia 4           | Lombardia 4 - 02       | Lega                 | Claudia Gobbato              | Subentrata al posto di Silvana Comaroli eletta nel Collegio uninominale Lombardia 4 - 04 (Cremona) e di Andrea Dara eletto nel Collegio uninominale Lombardia 4 - 06 (Mantova)                                                                             |
| Lombardia 4           | Lombardia 4 - 02       | Forza Italia         | Anna Lisa Baroni             | |
| Lombardia 4           | Lombardia 4 - 02       | PD                   | Luciano Pizzetti             | Subentrato al posto di Maria Elena Boschi eletta nel collegio uninominale Trentino-Alto Adige - 01 - Bolzano |
| Lombardia 4           | Lombardia 4 - 02       | Movimento 5 Stelle   | Alberto Zolezzi              | |
| Trentino-Alto Adige   | Trentino-Alto Adige    | SVP-PATT             | Manfred Schullian            | |
| Trentino-Alto Adige   | Trentino-Alto Adige    | SVP-PATT             | Emanuela Rossini             | |
| Trentino-Alto Adige   | Trentino-Alto Adige    | Lega                 | Diego Binelli                | |
| Trentino-Alto Adige   | Trentino-Alto Adige    | Lega                 | Stefania Segnana             | |
| Trentino-Alto Adige   | Trentino-Alto Adige    | Movimento 5 Stelle   | Riccardo Fraccaro            | |
| Veneto 1              | Veneto 1 - 01          | Lega                 | Sergio Vallotto              | |
| Veneto 1              | Veneto 1 - 01          | Lega                 | Alex Bazzaro                 | Subentrato al posto di Giorgia Andreuzza eletta nel collegio uninominale Veneto 1 - 01 (Venezia) |
| Veneto 1              | Veneto 1 - 01          | Movimento 5 Stelle   | Alvise Maniero               | |
| Veneto 1              | Veneto 1 - 01          | Movimento 5 Stelle   | Arianna Spessotto            | |
| Veneto 1              | Veneto 1 - 01          | PD                   | Sara Moretto                 | |
| Veneto 1              | Veneto 1 - 01          | PD                   | Nicola Pellicani             | Subentrato a Marco Minniti, eletto nel collegio plurinominale Campania 2 - 03 |
| Veneto 1              | Veneto 1 - 02          | Lega                 | Angela Colmellere            | |
| Veneto 1              | Veneto 1 - 02          | Lega                 | Franco Manzato               | |
| Veneto 1              | Veneto 1 - 02          | Movimento 5 Stelle   | Federico D'Incà              | |
| Veneto 1              | Veneto 1 - 02          | PD                   | Roger De Menech              | |
| Veneto 1              | Veneto 1 - 02          | Forza Italia         | Dario Bond                   | Subentrato al posto di Lorena Milanato eletta nel collegio uninominale Veneto 2 - 04 (Abano Terme) |
| Veneto 1              | Veneto 1 - 02          | Fratelli d'Italia    | Luca De Carlo                | Subentrato al posto di Maria Cristina Caretta eletta nel collegio uninominale Veneto 2 - 07 (Schio) |
| Veneto 2              | Veneto 2 - 01          | Lega                 | Massimo Bitonci              | |
| Veneto 2              | Veneto 2 - 01          | Lega                 | Adolfo Zordan                | Subentrato al posto di Arianna Lazzarini eletta nel collegio uninominale Veneto 2 - 02 (Padova) |
| Veneto 2              | Veneto 2 - 01          | Movimento 5 Stelle   | Silvia Benedetti             | |
| Veneto 2              | Veneto 2 - 01          | Movimento 5 Stelle   | Raphael Raduzzi              | |
| Veneto 2              | Veneto 2 - 01          | PD                   | Alessandro Zan               | |
| Veneto 2              | Veneto 2 - 01          | Forza Italia         | Roberto Caon                 | Subentrato al posto di Renato Brunetta eletto nel collegio uninominale Veneto 1 - 02 (San Donà di Piave) e Lorena Milanato eletta nel collegio uninominale Veneto 2 - 04 (Abano Terme)                                                                     |
| Veneto 2              | Veneto 2 - 02          | Lega                 | Silvia Covolo                | |
| Veneto 2              | Veneto 2 - 02          | Lega                 | Erik Umberto Pretto          | |
| Veneto 2              | Veneto 2 - 02          | Movimento 5 Stelle   | Sara Cunial                  | |
| Veneto 2              | Veneto 2 - 02          | PD                   | Lucia Annibali               | |
| Veneto 2              | Veneto 2 - 03          | Lega                 | Lorenzo Fontana              | |
| Veneto 2              | Veneto 2 - 03          | Lega                 | Vania Valbusa                | |
| Veneto 2              | Veneto 2 - 03          | Lega                 | Roberto Turri                | |
| Veneto 2              | Veneto 2 - 03          | Forza Italia         | Marco Marin                  | Subentrato al posto di Lorena Milanato eletta nel collegio uninominale Veneto 2 - 04 (Abano Terme) |
| Veneto 2              | Veneto 2 - 03          | Fratelli d'Italia    | Ciro Maschio                 | Subentrato al posto di Maria Cristina Caretta eletta nel collegio uninominale Veneto 2 - 07 (Schio) |
| Veneto 2              | Veneto 2 - 03          | Movimento 5 Stelle   | Francesca Businarolo         | |
| Veneto 2              | Veneto 2 - 03          | Movimento 5 Stelle   | Mattia Fantinati             | |
| Veneto 2              | Veneto 2 - 03          | PD                   | Gian Pietro Dal Moro         | |
| Veneto 2              | Veneto 2 - 03          | PD                   | Diego Zardini                | Subentrata al posto di Lucia Annibali eletta nel Collegio plurinominale Veneto 2 - 01 |
| Friuli-Venezia Giulia | Friuli-Venezia Giulia  | Lega                 | Massimiliano Fedriga         | |
| Friuli-Venezia Giulia | Friuli-Venezia Giulia  | Lega                 | Massimiliano Panizzut        | Subentrato al posto di Vannia Gava eletta nel collegio uninominale Friuli-Venezia Giulia - 05 (Pordenone) |
| Friuli-Venezia Giulia | Friuli-Venezia Giulia  | Movimento 5 Stelle   | Sabrina De Carlo             | |
| Friuli-Venezia Giulia | Friuli-Venezia Giulia  | Movimento 5 Stelle   | Luca Sut                     | |
| Friuli-Venezia Giulia | Friuli-Venezia Giulia  | Partito Democratico  | Ettore Rosato                | |
| Friuli-Venezia Giulia | Friuli-Venezia Giulia  | Partito Democratico  | Debora Serracchiani          | |
| Friuli-Venezia Giulia | Friuli-Venezia Giulia  | Forza Italia         | Roberto Novelli              | Subentrato al posto di Sandra Savino eletto nel collegio uninominale Friuli-Venezia Giulia - 04 (Codroipo) |
| Friuli-Venezia Giulia | Friuli-Venezia Giulia  | Fratelli d'Italia    | Walter Rizzetto              | |
| Liguria               | Liguria - 01           | Movimento 5 Stelle   | Sergio Battelli              | |
| Liguria               | Liguria - 01           | Movimento 5 Stelle   | Leda Volpi                   | |
| Liguria               | Liguria - 01           | Lega                 | Flavio Di Muro               | Subentrato al posto di Edoardo Rixi eletto nel collegio plurinominale Liguria - 02 |
| Liguria               | Liguria - 01           | Lega                 | Lorenzo Viviani              | Subentrato al posto di Sara Foscolo eletta nel Collegio uninominale Liguria - 02 e di Rosalia Guarnieri, deceduta l'11 marzo 2018 |
| Liguria               | Liguria - 01           | Partito Democratico  | Franco Vazio                 | |
| Liguria               | Liguria - 02           | Movimento 5 Stelle   | Simone Valente               | |
| Liguria               | Liguria - 02           | Partito Democratico  | Raffaella Paita              | |
| Liguria               | Liguria - 02           | Lega                 | Edoardo Rixi                 | |
| Liguria               | Liguria - 02           | Forza Italia         | Roberto Cassinelli           | |
| Liguria               | Liguria - 02           | Liberi e Uguali      | Luca Pastorino               | |
| Emilia-Romagna        | Emilia-Romagna - 01    | Forza Italia         | Galeazzo Bignami             | |
| Emilia-Romagna        | Emilia-Romagna - 01    | Movimento 5 Stelle   | Carlo Ugo De Girolamo        | |
| Emilia-Romagna        | Emilia-Romagna - 01    | Movimento 5 Stelle   | Giulia Sarti                 | |
| Emilia-Romagna        | Emilia-Romagna - 01    | Lega                 | Jacopo Morrone               | |
| Emilia-Romagna        | Emilia-Romagna - 01    | Partito Democratico  | Dario Franceschini           | |
| Emilia-Romagna        | Emilia-Romagna - 01    | Partito Democratico  | Giuditta Pini                | |
| Emilia-Romagna        | Emilia-Romagna - 02    | Movimento 5 Stelle   | Vittorio Ferraresi           | |
| Emilia-Romagna        | Emilia-Romagna - 02    | Movimento 5 Stelle   | Stefania Ascari              | |
| Emilia-Romagna        | Emilia-Romagna - 02    | Partito Democratico  | Piero Fassino                | |
| Emilia-Romagna        | Emilia-Romagna - 02    | Partito Democratico  | Andrea Rossi                 | |
| Emilia-Romagna        | Emilia-Romagna - 02    | Lega                 | Carlo Piastra                | |
| Emilia-Romagna        | Emilia-Romagna - 02    | Lega                 | Guglielmo Golinelli          | Subentrato al posto di Maura Tomasi eletta nel collegio uninominale Emilia-Romagna 2 - 04 (Ferrara) |
| Emilia-Romagna        | Emilia-Romagna - 02    | Forza Italia         | Vittorio Sgarbi              | |
| Emilia-Romagna        | Emilia-Romagna - 03    | Partito Democratico  | Carla Cantone                | |
| Emilia-Romagna        | Emilia-Romagna - 03    | Partito Democratico  | Luca Rizzo Nervo             | |
| Emilia-Romagna        | Emilia-Romagna - 03    | Movimento 5 Stelle   | Matteo Dall'Osso             | |
| Emilia-Romagna        | Emilia-Romagna - 03    | Movimento 5 Stelle   | Alessandra Carbonaro         | |
| Emilia-Romagna        | Emilia-Romagna - 03    | Lega                 | Gianni Tonelli               | |
| Emilia-Romagna        | Emilia-Romagna - 03    | Liberi e Uguali      | Pier Luigi Bersani           | |
| Emilia-Romagna        | Emilia-Romagna - 04    | Forza Italia         | Michaela Biancofiore         | |
| Emilia-Romagna        | Emilia-Romagna - 04    | Fratelli d'Italia    | Ylenja Lucaselli             | |
| Emilia-Romagna        | Emilia-Romagna - 04    | Partito Democratico  | Paola De Micheli             | |
| Emilia-Romagna        | Emilia-Romagna - 04    | Partito Democratico  | Luigi Marattin               | |
| Emilia-Romagna        | Emilia-Romagna - 04    | Partito Democratico  | Andrea Orlando               | |
| Emilia-Romagna        | Emilia-Romagna - 04    | Lega                 | Elena Murelli                | |
| Emilia-Romagna        | Emilia-Romagna - 04    | Lega                 | Gianluca Vinci               | |
| Emilia-Romagna        | Emilia-Romagna - 04    | Movimento 5 Stelle   | Maria Edera Spadoni          | |
| Emilia-Romagna        | Emilia-Romagna - 04    | Movimento 5 Stelle   | Davide Zanichelli            | |
| Toscana               | Toscana - 01           | Movimento 5 Stelle   | Riccardo Ricciardi           | |
| Toscana               | Toscana - 01           | Movimento 5 Stelle   | Gloria Vizzini               | |
| Toscana               | Toscana - 01           | Partito Democratico  | Antonello Giacomelli         | |
| Toscana               | Toscana - 01           | Partito Democratico  | Martina Nardi                | Subentrata al posto di Maria Anna Madia eletta nel collegio uninominale Lazio 1 - 02 (Roma 2) |
| Toscana               | Toscana - 01           | Lega                 | Guglielmo Picchi             | |
| Toscana               | Toscana - 01           | Forza Italia         | Erica Mazzetti               | Subentrato al posto di Deborah Bergamini eletta nel collegio uninominale Toscana - 08 (Massa), e al posto di Maurizio Carrara, eletto nel Collegio uninominale Toscana - 06 (Pistoia)                                                                      |
| Toscana               | Toscana - 01           | Fratelli d'Italia    | Giovanni Donzelli            | Subentrato al posto di Paola Frassinetti eletta nel collegio uninominale Lombardia 1 - 04 (Seregno) |
| Toscana               | Toscana - 02           | Partito Democratico  | Stefano Ceccanti             | |
| Toscana               | Toscana - 02           | Partito Democratico  | Lucia Ciampi                 | Subentrata al posto di Rosa Maria Di Giorgi eletta nel collegio uninominale Toscana - 02 (Firenze) |
| Toscana               | Toscana - 02           | Lega                 | Claudio Borghi               | |
| Toscana               | Toscana - 02           | Movimento 5 Stelle   | Francesco Berti              | |
| Toscana               | Toscana - 03           | Partito Democratico  | Laura Cantini                | |
| Toscana               | Toscana - 03           | Partito Democratico  | David Ermini                 | |
| Toscana               | Toscana - 03           | Partito Democratico  | Filippo Sensi                | Subentrato al posto di Rosa Maria Di Giorgi eletta nel collegio uninominale Toscana - 02 (Firenze) |
| Toscana               | Toscana - 03           | Lega                 | Donatella Legnaioli          | |
| Toscana               | Toscana - 03           | Forza Italia         | Stefano Mugnai               | |
| Toscana               | Toscana - 03           | Movimento 5 Stelle   | Alfonso Bonafede             | |
| Toscana               | Toscana - 03           | Liberi e Uguali      | Roberto Speranza             | |
| Toscana               | Toscana - 04           | Lega                 | Manfredi Potenti             | Subentrato al posto di Claudio Borghi eletto nel collegio plurinominale Toscana - 02 |
| Toscana               | Toscana - 04           | Forza Italia         | Elisabetta Ripani            | Subentrata al posto di Stefano Mugnai eletto nel collegio plurinominale Toscana - 03 |
| Toscana               | Toscana - 04           | Partito Democratico  | Cosimo Ferri                 | |
| Toscana               | Toscana - 04           | Partito Democratico  | Alessia Rotta                | |
| Toscana               | Toscana - 04           | Movimento 5 Stelle   | Chiara Gagnarli              | |
| Toscana               | Toscana - 04           | Movimento 5 Stelle   | Luca Migliorino              | |
| Umbria                | Umbria                 | Movimento 5 Stelle   | Tiziana Ciprini              | |
| Umbria                | Umbria                 | Movimento 5 Stelle   | Filippo Gallinella           | |
| Umbria                | Umbria                 | Partito Democratico  | Anna Ascani                  | |
| Umbria                | Umbria                 | Partito Democratico  | Walter Verini                | |
| Umbria                | Umbria                 | Lega                 | Virginio Caparvi             | |
| Umbria                | Umbria                 | Forza Italia         | Catia Polidori               | |
| Marche                | Marche - 01            | Movimento 5 Stelle   | Rachele Silvestri            | |
| Marche                | Marche - 01            | Movimento 5 Stelle   | Paolo Giuliodori             | |
| Marche                | Marche - 01            | Lega                 | Giorgia Latini               | |
| Marche                | Marche - 01            | Forza Italia         | Simone Baldelli              | |
| Marche                | Marche - 01            | Fratelli d'Italia    | Francesco Acquaroli          | |
| Marche                | Marche - 01            | Partito Democratico  | Mario Morgoni                | Subentrato al posto di Paolo Gentiloni eletto nel collegio uninominale Lazio 1 - 01 (Roma 1) |
| Marche                | Marche - 02            | Movimento 5 Stelle   | Roberto Rossini              | Subentrato al posto di Andrea Cecconi eletto nel collegio uninominale Marche - 06 (Pesaro) |
| Marche                | Marche - 02            | Movimento 5 Stelle   | Martina Parisse              | Subentrata al posto di Patrizia Terzoni eletta nel collegio uninominale Marche - 04 (Ancona) |
| Marche                | Marche - 02            | Lega                 | Luca Rodolfo Paolini         | |
| Marche                | Marche - 02            | Partito Democratico  | Alessia Morani               | |
| Lazio 1               | Lazio 1 - 01           | Forza Italia         | Andrea Ruggieri              | Subentrato al posto di Annagrazia Calabria eletta nel collegio uninominale Lazio 1 - 03 (Roma 3) |
| Lazio 1               | Lazio 1 - 01           | Lega                 | Giuseppe Basini              | Subentrato al posto di Barbara Saltamartini eletta nel Collegio plurinominale Lazio 1 - 02 |
| Lazio 1               | Lazio 1 - 01           | Fratelli d'Italia    | Federico Mollicone           | Subentrato al posto di Giorgia Meloni eletta nel collegio uninominale Lazio 2 - 07 (Latina) |
| Lazio 1               | Lazio 1 - 01           | Partito Democratico  | Luciano Nobili               | |
| Lazio 1               | Lazio 1 - 01           | Partito Democratico  | Flavia Piccoli Nardelli      | Subentrata al posto di Marianna Madia eletta nel collegio uninominale Lazio 1 - 02 (Roma 2) |
| Lazio 1               | Lazio 1 - 01           | Movimento 5 Stelle   | Carla Ruocco                 | |
| Lazio 1               | Lazio 1 - 01           | Movimento 5 Stelle   | Massimo Enrico Baroni        | |
| Lazio 1               | Lazio 1 - 02           | Movimento 5 Stelle   | Federica Daga                | |
| Lazio 1               | Lazio 1 - 02           | Movimento 5 Stelle   | Manuel Tuzi                  | |
| Lazio 1               | Lazio 1 - 02           | Movimento 5 Stelle   | Angela Salafia               | |
| Lazio 1               | Lazio 1 - 02           | Forza Italia         | Antonio Angelucci            | |
| Lazio 1               | Lazio 1 - 02           | Lega                 | Barbara Saltamartini         | |
| Lazio 1               | Lazio 1 - 02           | Fratelli d'Italia    | Maria Teresa Bellucci        | Subentrata al posto di Giorgia Meloni eletta nel collegio uninominale Lazio 2 - 07 (Latina) |
| Lazio 1               | Lazio 1 - 02           | Partito Democratico  | Matteo Orfini                | |
| Lazio 1               | Lazio 1 - 02           | Partito Democratico  | Michele Anzaldi              | Subentrato al posto di Maria Anna Madia eletta nel collegio uninominale Lazio 1 - 02 (Roma 2) |
| Lazio 1               | Lazio 1 - 02           | Liberi e Uguali      | Stefano Fassina              | |
| Lazio 1               | Lazio 1 - 03           | Movimento 5 Stelle   | Stefano Vignaroli            | |
| Lazio 1               | Lazio 1 - 03           | Movimento 5 Stelle   | Francesca Flati              | |
| Lazio 1               | Lazio 1 - 03           | Movimento 5 Stelle   | Francesco Silvestri          | |
| Lazio 1               | Lazio 1 - 03           | Lega                 | Sara De Angelis              | Subentrata al posto di Barbara Saltamartini eletta nel Collegio plurinominale Lazio 1 - 02 |
| Lazio 1               | Lazio 1 - 03           | Forza Italia         | Sestino Giacomoni            | |
| Lazio 1               | Lazio 1 - 03           | Fratelli d'Italia    | Fabio Rampelli               | Subentrato al posto di Giorgia Meloni eletta nel collegio uninominale Lazio 2 - 07 (Latina) |
| Lazio 1               | Lazio 1 - 03           | Partito Democratico  | Roberto Morassut             | |
| Lazio 1               | Lazio 1 - 03           | Partito Democratico  | Micaela Campana              | Subentrata al posto di Maria Elena Boschi eletta nel collegio uninominale Trentino-Alto Adige - 01 - Bolzano |
| Lazio 2               | Lazio 2 - 01           | Lega                 | Filippo Maturi               | Subentrato al posto di Barbara Saltamartini eletta nel Collegio plurinominale Lazio 1 - 02 |
| Lazio 2               | Lazio 2 - 01           | Forza Italia         | Renata Polverini             | |
| Lazio 2               | Lazio 2 - 01           | Fratelli d'Italia    | Francesco Lollobrigida       | |
| Lazio 2               | Lazio 2 - 01           | Movimento 5 Stelle   | Marta Grande                 | |
| Lazio 2               | Lazio 2 - 01           | Movimento 5 Stelle   | Gabriele Lorenzoni           | |
| Lazio 2               | Lazio 2 - 01           | Partito Democratico  | Fabio Melilli                | |
| Lazio 2               | Lazio 2 - 02           | Forza Italia         | Patrizia Marrocco            | Subentrato al posto di Sestino Giacomoni, eletto nel Collegio plurinominale Lazio 1 - 03 |
| Lazio 2               | Lazio 2 - 02           | Lega                 | Claudio Durigon              | |
| Lazio 2               | Lazio 2 - 02           | Lega                 | Francesca Gerardi            | |
| Lazio 2               | Lazio 2 - 02           | Movimento 5 Stelle   | Luca Frusone                 | |
| Lazio 2               | Lazio 2 - 02           | Movimento 5 Stelle   | Raffaele Trano               | |
| Lazio 2               | Lazio 2 - 02           | Movimento 5 Stelle   | Enrica Segneri               | Subentrata al posto di Ilaria Fontana eletta nel collegio uninominale Lazio 2 - 05 (Cassino) |
| Lazio 2               | Lazio 2 - 02           | Partito Democratico  | Claudio Mancini              | |
| Abruzzo               | Abruzzo - 01           | Movimento 5 Stelle   | Gianluca Vacca               | |
| Abruzzo               | Abruzzo - 01           | Movimento 5 Stelle   | Daniela Torto                | |
| Abruzzo               | Abruzzo - 01           | Forza Italia         | Gianfranco Rotondi           | |
| Abruzzo               | Abruzzo - 01           | Partito Democratico  | Camillo D'Alessandro         | |
| Abruzzo               | Abruzzo - 01           | Lega                 | Giuseppe Ercole Bellachioma  | Subentrato al posto di Silvana Comaroli eletta nel collegio uninominale Lombardia 4 - 04 (Cremona) |
| Abruzzo               | Abruzzo - 02           | Movimento 5 Stelle   | Valentina Corneli            | |
| Abruzzo               | Abruzzo - 02           | Movimento 5 Stelle   | Fabio Berardini              | |
| Abruzzo               | Abruzzo - 02           | Lega                 | Luigi D'Eramo                | Subentrato al posto di Giuseppe Ercole Bellachioma eletto nel collegio plurinominale Abruzzo - 01 e Simona Bordonali eletta nel collegio uninominale Lombardia 3 - 01 (Brescia)                                                                            |
| Abruzzo               | Abruzzo - 02           | Partito Democratico  | Stefania Pezzopane           | |
| Molise                | Molise                 | Liberi e Uguali      | Giuseppina Occhionero        | |
| Campania 1            | Campania 1 - 01        | Movimento 5 Stelle   | Conny Giordano               | |
| Campania 1            | Campania 1 - 01        | Movimento 5 Stelle   | Iolanda Di Stasio            | |
| Campania 1            | Campania 1 - 01        | Movimento 5 Stelle   | Pasquale Maglione            | |
| Campania 1            | Campania 1 - 01        | Forza Italia         | Antonio Pentangelo           | |
| Campania 1            | Campania 1 - 01        | Forza Italia         | Marta Fascina                | Subentrata al posto di Mara Carfagna eletta nel Collegio plurinominale Campania 1 - 02 |
| Campania 1            | Campania 1 - 01        | Lega                 | Giuseppina Castiello         | |
| Campania 1            | Campania 1 - 01        | Partito Democratico  | Gennaro Migliore             | |
| Campania 1            | Campania 1 - 01        | Liberi e Uguali      | Michela Rostan               | |
| Campania 1            | Campania 1 - 02        | Movimento 5 Stelle   | Gilda Sportiello             | |
| Campania 1            | Campania 1 - 02        | Movimento 5 Stelle   | Alessandro Amitrano          | |
| Campania 1            | Campania 1 - 02        | Movimento 5 Stelle   | Flora Frate                  | Subentrata al posto di Roberto Fico eletto nel Collegio uninominale Campania 1 - 08 (Napoli-Fuorigrotta) |
| Campania 1            | Campania 1 - 02        | Forza Italia         | Mara Carfagna                | |
| Campania 1            | Campania 1 - 02        | Partito Democratico  | Paolo Siani                  | |
| Campania 1            | Campania 1 - 03        | Movimento 5 Stelle   | Teresa Manzo                 | |
| Campania 1            | Campania 1 - 03        | Movimento 5 Stelle   | Luigi Iovino                 | |
| Campania 1            | Campania 1 - 03        | Movimento 5 Stelle   | Carmen Di Lauro              | Subentrata al posto di Luigi Gallo eletto nel Collegio uninominale Campania 1 - 11 (Torre del Greco) |
| Campania 1            | Campania 1 - 03        | Forza Italia         | Paolo Russo                  | |
| Campania 1            | Campania 1 - 03        | Partito Democratico  | Raffaele Topo                | |
| Campania 2            | Campania 2 - 01        | Movimento 5 Stelle   | Carlo Sibilia                | |
| Campania 2            | Campania 2 - 01        | Movimento 5 Stelle   | Maria Pallini                | |
| Campania 2            | Campania 2 - 01        | Forza Italia         | Cosimo Sibilia               | |
| Campania 2            | Campania 2 - 01        | Partito Democratico  | Umberto Del Basso De Caro    | |
| Campania 2            | Campania 2 - 02        | Movimento 5 Stelle   | Margherita Del Sesto         | |
| Campania 2            | Campania 2 - 02        | Movimento 5 Stelle   | Giovanni Russo               | |
| Campania 2            | Campania 2 - 02        | Movimento 5 Stelle   | Marianna Iorio               | |
| Campania 2            | Campania 2 - 02        | Forza Italia         | Carlo Sarro                  | |
| Campania 2            | Campania 2 - 02        | Partito Democratico  | Piero De Luca                | |
| Campania 2            | Campania 2 - 03        | Movimento 5 Stelle   | Angelo Tofalo                | |
| Campania 2            | Campania 2 - 03        | Movimento 5 Stelle   | Anna Bilotti                 | |
| Campania 2            | Campania 2 - 03        | Movimento 5 Stelle   | Cosimo Adelizzi              | |
| Campania 2            | Campania 2 - 03        | Forza Italia         | Enzo Fasano                  | |
| Campania 2            | Campania 2 - 03        | Forza Italia         | Luigi Casciello              | Subentrato al posto di Marzia Ferraioli eletta nel collegio uninominale Campania 2 - 10 (Agropoli) |
| Campania 2            | Campania 2 - 03        | Lega                 | Gianluca Cantalamessa        | |
| Campania 2            | Campania 2 - 03        | Fratelli d'Italia    | Edmondo Cirielli             | |
| Campania 2            | Campania 2 - 03        | Partito Democratico  | Marco Minniti                | |
| Campania 2            | Campania 2 - 03        | Liberi e Uguali      | Federico Conte               | |
| Puglia                | Puglia - 01            | Movimento 5 Stelle   | Giuseppe Brescia             | |
| Puglia                | Puglia - 01            | Movimento 5 Stelle   | Angela Masi                  | |
| Puglia                | Puglia - 01            | Movimento 5 Stelle   | Davide Galantino             | |
| Puglia                | Puglia - 01            | Forza Italia         | Francesco Paolo Sisto        | |
| Puglia                | Puglia - 01            | Partito Democratico  | Marco Lacarra                | |
| Puglia                | Puglia - 02            | Movimento 5 Stelle   | Diego De Lorenzis            | |
| Puglia                | Puglia - 02            | Movimento 5 Stelle   | Veronica Giannone            | |
| Puglia                | Puglia - 02            | Movimento 5 Stelle   | Leonardo Donno               | |
| Puglia                | Puglia - 02            | Forza Italia         | Elvira Savino                | |
| Puglia                | Puglia - 02            | Forza Italia         | Elio Vito                    | |
| Puglia                | Puglia - 02            | Lega                 | Rossano Sasso                | |
| Puglia                | Puglia - 02            | Fratelli d'Italia    | Marcello Gemmato             | |
| Puglia                | Puglia - 02            | Partito Democratico  | Francesco Boccia             | |
| Puglia                | Puglia - 02            | Liberi e Uguali      | Rossella Muroni              | |
| Puglia                | Puglia - 03            | Movimento 5 Stelle   | Giuseppe L'Abbate            | |
| Puglia                | Puglia - 03            | Movimento 5 Stelle   | Alessandra Ermellino         | |
| Puglia                | Puglia - 03            | Movimento 5 Stelle   | Giovanni Vianello            | |
| Puglia                | Puglia - 03            | Forza Italia         | Mauro D'Attis                | |
| Puglia                | Puglia - 03            | Forza Italia         | Vincenza Labriola            | |
| Puglia                | Puglia - 03            | Lega                 | Anna Rita Tateo              | |
| Puglia                | Puglia - 03            | Partito Democratico  | Ubaldo Pagano                | |
| Puglia                | Puglia - 04            | Movimento 5 Stelle   | Marialuisa Faro              | |
| Puglia                | Puglia - 04            | Movimento 5 Stelle   | Giorgio Lovecchio            | |
| Puglia                | Puglia - 04            | Movimento 5 Stelle   | Francesca Troiano            | Subentrata al posto di Giuseppe D'Ambrosio eletto nel collegio uninominale Puglia - 04 (Andria) |
| Puglia                | Puglia - 04            | Forza Italia         | Annaelsa Tartaglione         | |
| Puglia                | Puglia - 04            | Partito Democratico  | Michele Bordo                | |
| Basilicata            | Basilicata             | Movimento 5 Stelle   | Mirella Liuzzi               | |
| Basilicata            | Basilicata             | Movimento 5 Stelle   | Luciano Cillis               | |
| Basilicata            | Basilicata             | Partito Democratico  | Vito De Filippo              | |
| Basilicata            | Basilicata             | Forza Italia         | Michele Casino               | |
| Calabria              | Calabria - 01          | Movimento 5 Stelle   | Francesco Forciniti          | |
| Calabria              | Calabria - 01          | Movimento 5 Stelle   | Elisa Scutellà               | |
| Calabria              | Calabria - 01          | Movimento 5 Stelle   | Alessandro Melicchio         | |
| Calabria              | Calabria - 01          | Forza Italia         | Roberto Occhiuto             | |
| Calabria              | Calabria - 01          | Partito Democratico  | Enza Bruno Bossio            | |
| Calabria              | Calabria - 02          | Movimento 5 Stelle   | Dalila Nesci                 | |
| Calabria              | Calabria - 02          | Movimento 5 Stelle   | Paolo Parentela              | |
| Calabria              | Calabria - 02          | Movimento 5 Stelle   | Riccardo Tucci               | seggio vacante della regione Campania assegnato d'ufficio dalla Corte di Cassazione al collegio plurinominale Calabria 2 |
| Calabria              | Calabria - 02          | Forza Italia         | Jole Santelli                | |
| Calabria              | Calabria - 02          | Forza Italia         | Maria Tripodi                | Subentrata al posto di Roberto Occhiuto eletto nel collegio plurinominale Calabria - 01 |
| Calabria              | Calabria - 02          | Lega                 | Domenico Furgiuele           | |
| Calabria              | Calabria - 02          | Partito Democratico  | Antonio Viscomi              | |
| Calabria              | Calabria - 02          | Liberi e Uguali      | Nico Stumpo                  | |
| Sicilia 1             | Sicilia 1 - 01         | Movimento 5 Stelle   | Adriano Varrica              | |
| Sicilia 1             | Sicilia 1 - 01         | Movimento 5 Stelle   | Valentina D'Orso             | |
| Sicilia 1             | Sicilia 1 - 01         | Forza Italia         | Francesco Scoma              | |
| Sicilia 1             | Sicilia 1 - 01         | Liberi e Uguali      | Erasmo Palazzotto            | |
| Sicilia 1             | Sicilia 1 - 02         | Movimento 5 Stelle   | Antonio Lombardo             | |
| Sicilia 1             | Sicilia 1 - 02         | Movimento 5 Stelle   | Caterina Licatini            | |
| Sicilia 1             | Sicilia 1 - 02         | Movimento 5 Stelle   | Davide Aiello                | |
| Sicilia 1             | Sicilia 1 - 02         | Forza Italia         | Matilde Siracusano           | |
| Sicilia 1             | Sicilia 1 - 02         | Partito Democratico  | Carmelo Miceli               | subentrato al posto di Maria Elena Boschi eletta nel collegio uninominale Trentino-Alto Adige - 01 (Bolzano) |
| Sicilia 1             | Sicilia 1 - 03         | Movimento 5 Stelle   | Azzurra Pia Maria Cancelleri | |
| Sicilia 1             | Sicilia 1 - 03         | Movimento 5 Stelle   | Filippo Giuseppe Perconti    | |
| Sicilia 1             | Sicilia 1 - 03         | Movimento 5 Stelle   | Rosalba Cimino               | |
| Sicilia 1             | Sicilia 1 - 03         | Forza Italia         | Giusi Bartolozzi             | |
| Sicilia 1             | Sicilia 1 - 03         | Lega-Noi con Salvini | Alessandro Pagano            | |
| Sicilia 1             | Sicilia 1 - 03         | Fratelli d’Italia    | Carolina Varchi              | |
| Sicilia 1             | Sicilia 1 - 03         | Partito Democratico  | Daniela Cardinale            | |
| Sicilia 2             | Sicilia 2 - 01         | Movimento 5 Stelle   | Angela Raffa                 | |
| Sicilia 2             | Sicilia 2 - 01         | Movimento 5 Stelle   | Antonella Papiro             | subentrata al posto di Francesco D'Uva eletto nel collegio uninominale Sicilia 2 - 01 (Messina) |
| Sicilia 2             | Sicilia 2 - 01         | Movimento 5 Stelle   | Yana Chiara Ehm              | seggio vacante assegnato d'ufficio dalla Corte di Cassazione nel Collegio plurinominale Toscana - 03 |
| Sicilia 2             | Sicilia 2 - 01         | Forza Italia         | Antonino Salvatore Germanà   | subentrato al posto di Stefania Prestigiacomo eletta nel Collegio plurinominale Sicilia 2 - 03 |
| Sicilia 2             | Sicilia 2 - 01         | Lega-Noi con Salvini | Carmelo Lo Monte             | |
| Sicilia 2             | Sicilia 2 - 01         | Fratelli d’Italia    | Carmela Bucalo               | |
| Sicilia 2             | Sicilia 2 - 01         | Partito Democratico  | Pietro Navarra               | subentrato al posto di Maria Elena Boschi eletta nel collegio uninominale Trentino-Alto Adige - 01 (Bolzano) |
| Sicilia 2             | Sicilia 2 - 01         | Liberi e Uguali      | Ettore Guglielmo Epifani     | |
| Sicilia 2             | Sicilia 2 - 02         | Movimento 5 Stelle   | Luciano Cantone              | subentrato al posto di Simona Suriano eletta nel collegio uninominale Sicilia 2 - 06 (Misterbianco) |
| Sicilia 2             | Sicilia 2 - 02         | Movimento 5 Stelle   | Santi Cappellani             | subentrato al posto di Giulia Grillo eletta nel collegio uninominale Sicilia 2 - 04 (Acireale) |
| Sicilia 2             | Sicilia 2 - 02         | Movimento 5 Stelle   | Vittoria Baldino             | seggio vacante assegnato d'ufficio dalla Corte di Cassazione nel Collegio plurinominale Lazio 1 - 01 |
| Sicilia 2             | Sicilia 2 - 02         | Forza Italia         | Antonino Minardo             | |
| Sicilia 2             | Sicilia 2 - 03         | Movimento 5 Stelle   | Filippo Scerra               | subentrato al posto di Maria Marzana eletta nel collegio uninominale Sicilia 2 - 09 (Avola) |
| Sicilia 2             | Sicilia 2 - 03         | Movimento 5 Stelle   | Gianluca Rizzo               | subentrato al posto di Marialucia Lorefice eletta nel collegio uninominale Sicilia 2 - 08 (Ragusa) |
| Sicilia 2             | Sicilia 2 - 03         | Movimento 5 Stelle   | Valentina Palmisano          | seggio vacante assegnato d'ufficio dalla Corte di Cassazione nel Collegio plurinominale Puglia - 03 |
| Sicilia 2             | Sicilia 2 - 03         | Forza Italia         | Stefania Prestigiacomo       | |
| Sicilia 2             | Sicilia 2 - 03         | Partito Democratico  | Fausto Raciti                | subentrato al posto di Maria Elena Boschi eletta nel collegio uninominale Trentino-Alto Adige - 01 (Bolzano) |
| Sardegna              | Sardegna - 01          | Movimento 5 Stelle   | Emanuela Corda               | |
| Sardegna              | Sardegna - 01          | Movimento 5 Stelle   | Andrea Vallascas             | |
| Sardegna              | Sardegna - 01          | Movimento 5 Stelle   | Lucia Scanu                  | |
| Sardegna              | Sardegna - 01          | Forza Italia         | Ugo Cappellacci              | |
| Sardegna              | Sardegna - 01          | Lega                 | Guido De Martini             | |
| Sardegna              | Sardegna - 01          | Fratelli d'Italia    | Salvatore Deidda             | |
| Sardegna              | Sardegna - 01          | Partito Democratico  | Romina Mura                  | |
| Sardegna              | Sardegna - 02          | Movimento 5 Stelle   | Alberto Manca                | |
| Sardegna              | Sardegna - 02          | Movimento 5 Stelle   | Paola Deiana                 | |
| Sardegna              | Sardegna - 02          | Forza Italia         | Pietro Pittalis              | |
| Sardegna              | Sardegna - 02          | Partito Democratico  | Gavino Manca                 | |

### Valle d'Aosta
| Circoscrizione | Lista              | Eletto        | Note |
| -------------- | ------------------ | ------------- | ---- |
| Valle d'Aosta  | Movimento 5 Stelle | Elisa Tripodi |      |

### Estero
| Ripartizione                      | Lista               | Eletto                 | Note |
| --------------------------------- | ------------------- | ---------------------- | ---- |
| Europa                            | Partito Democratico | Massimo Ungaro         |      |
| Europa                            | Partito Democratico | Angela Schirò          |      |
| Europa                            | M5S                 | Elisa Siragusa         |      |
| Europa                            | FI-Lega-FdI         | Simone Billi           |      |
| Europa                            | +Europa             | Alessandro Fusacchia   |      |
| America meridionale               | MAIE                | Mario Borghese         |      |
| America meridionale               | USEI                | Eugenio Sangregorio    |      |
| America meridionale               | Partito Democratico | Fausto Longo           |      |
| America meridionale               | FI-Lega-FdI         | Luis Roberto Lorenzato |      |
| America settentrionale e centrale | Partito Democratico | Francesca La Marca     |      |
| America settentrionale e centrale | FI-Lega-FdI         | Fucsia Nissoli         |      |
| Africa, Asia, Oceania e Antartide | Partito Democratico | Nicola Carè            |      |